# 塔季揚娜·庫爾圖科娃
塔季揚娜·謝爾蓋耶芙娜·馬克耶娃（婚前姓庫爾圖科娃；1993年9月9日—），俄罗斯創作歌手及演員，表演俄罗斯民谣和吟游诗。她在发行单曲《母親》（Матушка）后获得了广泛认可。

## 備注
1. ↑  俄语：，羅馬化：Tatyana Sergeyevna Makeyeva
2. ↑  俄语：，羅馬化：Kurtukova